# Arthromelodes criniger
Arthromelodes criniger (лат.) — вид жуков-ощупников (Pselaphinae) из семейства стафилиниды. Эндемик Тибета.

## Распространение
Китай, Тибет, Тибетский автономный район, Dinggyê County, 27°54’15"N, 87°32’21"E, на высоте 3650—4020 м.

## Описание
Мелкие коротконадкрылые жуки. Длина тела около 2,4 мм. Основная окраска красновато-коричневая. Основные отличия от близких видов: голова усечённая в основании; срединная область темени с густыми, заметно длинными волосками, направленными назад; темя с тонкой V-образной бороздкой между усиковыми бугорками и длинным медиобазальным килем, вершинные ямки относительно мелкие и асетозные; антенна удлиненная, без изменений; антенномеры каждый слегка удлиненный, членик 8 самый маленький, 11 примерно такой же длины, как 9 и 10 вместе взятые. Дискальная полоса надкрылий тонкая и неглубокая, простирается назад чуть более чем на половину длины надкрылий. Передние ноги простые, мезотрохантер с апикально расположенным сетуозным выступом на вентральном крае, средние голени с коротким вершинным шипом, метатрохантер с сетуозным хохолком на вентральном крае. Брюшко без модификаций, тергит 1 (IV) с длинными, умеренно густыми волосками в заднемедиальной области, длиннее тергитов 2—4 (V—VII) вместе взятых. Эдеагус сильно асимметричен, срединная доля с крупной базальной капсулой и удлиненно-овальным отверстием, вентральный стебелек широкий и плавно расширен на вершине, дорсальная доля удлиненная, вильчатая на вершине, парамеры редуцированы и образуют единую мембранозную структуру.

## Систематика и этимология
Вид был впервые описан в 2022 году китайским энтомологом Zi-Wei Yin (Shanghai Normal University, Шанхай, Китай). Таксон Arthromelodes criniger также сходен с видами Arthromelodes torus и рядом других видов, описанных в той же работе 2022 года по сходной форме эдеагуса, но может быть легко отделен от них по густым, удлиненным волоскам, покрывающим центральную часть вершины у обоих полов. Название нового вида «criniger» (имеющий длинные волосы) — латинское прилагательное, предложенное по длинным волоскам на вершине самца нового вида.